# Parafia św. Karola Boromeusza w Warszawie (Las)
Parafia św. Karola Boromeusza w Warszawie – parafia rzymskokatolicka należąca do dekanatu anińskiego, diecezji warszawsko-praskiej, metropolii warszawskiej Kościoła katolickiego, w Warszawie (dekanat aniński). Obsługiwana przez księży diecezjalnych.

## Historia
Parafia została erygowana w 2006 roku.
W 2009 roku został poświęcony kościół parafialny. Konsekracja świątyni odbyła się 6 listopada 2011 roku.